# Cleveland Gary
Cleveland Everette Gary (Stuart, 4 maggio 1966) è un ex giocatore di football americano statunitense che ha giocato nel ruolo di running back nella National Football League (NFL).
Al college giocò a football a Miami.

## Carriera professionistica
Gary fu scelto come 26º assoluto nel Draft NFL 1989 dai Los Angeles Rams. Nella sua seconda stagione guidò la NFL con 14 touchdown su corsa mentre nel 1992 superò per l'unica volta le mille yard corse stagionali, oltre a dieci touchdown, sette su corsa e tre su ricezione. Giocò coi Rams fino al 1993 e chiuse la carriera professionistica l'anno successivo militando nei Miami Dolphins.

## Palmarès
- Leader della NFL in touchdown su corsa: 1

1990

## Statistiche
| Partite            | 68    |
| Yard corse         | 2 645 |
| Touchdown su corsa | 24    |